# Katerina Vidiaux
Katerina Vidiaux López (ur. 9 czerwca 1987) – kubańska zapaśniczka w stylu wolnym. Olimpijka z Londynu 2012, gdzie zajęła ósme miejsce w kategorii 63 kg.
Piąta na mistrzostwach świata w 2010. Pierwsza na igrzyskach panamerykańskich w 2011 i druga w 2015. Siedem medali na mistrzostwach panamerykańskich, złoto w 2015 a srebro w 2009, 2010 i 2012. Trzecia na igrzyskach Ameryki Środkowej i Karaibów w 2014 roku.